# Mitrobarzanes
Mitrobarzanes (em grego:  Μιθροβαρζάνης; m. 69 a.C., Tigranocerta, Armênia) foi um dos comandantes militares do rei Tigranes, o Grande.

## Nome
Mitrobarzanes (Μιθροβαρζάνης, Mithrobarzánēs) é a forma latina e grega do persa antigo *Mitraberzãs (Miθrabr̥zans), de Mitra (em persa antigo: ⁠𐎷𐎰𐎼; romaniz.: Miθraʰ⁠) e *-berzãs (*br̥zans, "alto, exaltado"), "exaltado de Mitra". Foi registrado em elamita aquemênida como Miutrabarzana (𒈪𒌓𒊏𒁇𒍝𒈾).

## Vida
As origens de Mitrobarzanes são incertas, mas Cyril Toumanoff e Nicholas Adontz propuseram que tenha sido o primeiro membro conhecido da família Arzerúnio, um das famílias nobres do Reino da Armênia. Essa hipótese é reforçada por eles pela proposta de que, na verdade, a grafia correta de seu nome foi Mitrobuzanes, que era um nome típico dessa família sob a forma Meruzanes. Aparece em 69 a.C., quando serviu Tigranes, o Grande (r. 95–55 a.C.) como vice-rei (vitaxa) da Marca Síria (uma das quatro zonas fronteiriças da Armênia) a partir de Sofena. No contexto da Terceira Guerra Mitridática (73–63 a.C.), comandou dois mil cavaleiros contra as forças invasoras do general romano Lúculo na região.